# Bucsum (Brassó megye)
Bucsum (románul: Bucium) falu Romániában, Erdélyben, Brassó megyében.

## Fekvése
Fogarastól 17 kilométerre délkeletre, a Fogarasi-havasok északi lábánál fekszik.

## Nevének eredete
A 'tönk' jelentésű román bucium szóból származik. Először 1556-ban Butzom, majd 1566-ban Bucsum néven írták.

## Története
Fogaras vidéki falu volt. 1603-ban ortodox kőtemplomot építettek benne. Az 1722-es összeírás szerint 14 kisbojár és harminc jobbágy családfő lakta. 1733-ban két ortodox papját írták össze. 1762 és 1850 között az orláti román határőrezredhez tartozott.
1850-ben 547 román és 30 cigány lakosából 570 volt görögkatolikus és hét ortodox vallású.
2002-ben 203 román és 46 cigány nemzetiségű lakosa volt, közülük 206 ortodox és 43 görögkatolikus felekezetű.

## Nevezetességek
- Ortodox kolostorát 1995-ben szentelték fel. A falutól hét kilométerre, egy Havasalföldre vezető hegyi ösvény mellett a 18. században már állt egyszer ortodox kolostor, amelyet 1737-ben említettek először. 1748-ban hat szerzetes és egy apáca lakta. Buccow kormányzó parancsára 1761-ben felégették.[2]
- A 115. számú házban Gheorghe Radocea néprajzi gyűjteménye.

## Híres emberek
- Az Erdélyben dúló pestisjárvány miatt apja bucsumi udvarházában töltötte Cserei Mihály gyerekként 1677 nyarát és őszét.[3]